# La terza verità
La terza verità è una miniserie televisiva italiana.

## La fiction
La miniserie è composta da 2 puntate ed è prodotta dalla Albatross Entertainment e da Rai Fiction. La regia è di Stefano Reali, e gli attori protagonisti sono: Enzo Decaro, Anna Kanakis, Bianca Guaccero e Marco Falaguasta. La fiction è stata girata in Umbria.
Questa fiction è andata in onda in prima visione TV domenica 4 e lunedì 5 novembre 2007 in prima serata su Rai 1. La media dell'audience fu di 7 milioni di telespettatori. La fiction fu ritrasmessa su Rai 1 e Rai Premium.

## Personaggi
- Enzo Decaro è Sergio Giansanti
- Anna Kanakis è Claudia Lepore
- Bianca Guaccero è Lidia Roccella
- Marco Falaguasta è Guido Salimbeni
- Arcangelo Iannace è Nicola Parlanti
- Sebastiano Bianco è Alessandro Sortelli
- Flavia Astolfi è l'anestesista Luisa
- Benedetta Gargari è Michela Giansanti
- Ludovica Gargari è Carlotta Giansanti
- Olga Balan è Olga
- Pierluigi Misasi è Sandro Bonatesta
- Beatrice Orlandini è Daniela
- Max Benvenuto è Paolo Soriani
- Mario Lucarelli è Enrico Bertone
- Antonio Pennarella è Pietro Bonera
- Leandro Amato è Lucio Vietri
- Maurizio Partino è Poldo
- Franco Bottone è Micio
- Marina Pennafina è la signora Caselli
- Luca Martella è il signor Caselli
- Aurora Manni è Anna Caselli
- Mirta Pepe è il PM De Marchi
- Luca Busnengo è Gianni
- Gianni Bisacca è Andrea “Fred” Vinetti
- Yari Gugliucci è Mimmo
- Cosimo Cinieri è Carlo Roccella

## Trama
La storia si svolge a Perugia, dove è appena stata ritrovata l'ennesima vittima di un serial killer, ribattezzato dalla stampa Braccio di ferro, il quale ha l'abitudine di sventrare le sue vittime, sempre ragazze giovani.
Lidia Roccella è una giornalista di un quotidiano locale, che a causa della sua giovane età subisce costante mobbing dal suo capo, il quale le affida sempre articoli di poco conto e lascia a giornalisti più anziani gli argomenti di maggior interesse. Nel tentativo di ottenere maggior considerazione, Lidia scrive un articolo dedicato a Braccio di Ferro, nel quale utilizza alcuni indizi lasciati dal killer e tenta di risalire alla sua identità. I sospetti di Lidia si rivolgono verso Sergio Giansanti, un affermato neurochirurgo pediatrico di fama nazionale, molto stimato come medico e ritenuto da tutti un uomo rispettabile. Lidia mette in relazione alcuni oggetti ritrovati nelle vicinanze del luogo dell'ultimo omicidio: l'auto di Giansanti e un impermeabile sporco di sangue, simile a quello che il medico indossa. All'inizio viene dato poco conto all'articolo: lo stesso Giansanti non dà peso a queste illazioni e si rifiuta di rispondere alle domande della giornalista, considerandole una perdita di tempo. Indispettita, Lidia insiste sulle sue teorie: indagando sulla vita di Giansanti, scopre che egli si trovava 4 anni prima a Pisa proprio nei giorni in cui Braccio di Ferro colpiva in quella città. Inoltre, la precisione con cui Braccio di Ferro mutila le sue vittime fa pensare che il killer possa essere una persona che possieda i mezzi e le conoscenze di un chirurgo. L'attenzione mediatica cresce improvvisamente e Giansanti non può più fare finta di niente: il paese, inizialmente unito nella difesa di Giansanti, comincia a dubitare su di lui e anche le forze dell'ordine iniziano ad indagare sulla vita del medico. Il fatto che Giansanti non abbia un alibi per la sera del delitto e che non riesca a trovare il suo impermeabile (per dimostrare che quello ritrovato nel luogo del delitto sia un altro) mette in crisi anche la sua vita coniugale. In ultimo saltano fuori due testimoni oculari che sostengono di aver visto Giansanti nella zona del delitto proprio in quella sera e così, nonostante vi siano molti punti oscuri, l'opinione pubblica identifica Giansanti con il killer e questo fa sì che egli si trovi abbandonato anche da amici e colleghi. Le indagini delle forze dell'ordine sembrano voler assecondare il volere popolare, pur di chiudere velocemente una terribile vicenda, e così Giansanti viene incarcerato. Poiché Braccio Di Ferro ha ucciso delle ragazzine, Giansanti viene mal visto anche dagli altri detenuti: la legge interna del carcere non perdona chi commette reati verso ragazzine e i suoi compagni di cella gli sconsigliano di uscire durante l'ora d'aria. Tuttavia un giorno Giansanti decide di uscire nel cortile, dove viene minacciato e aggredito: durante la rissa, un altro detenuto viene seriamente ferito nel tentativo di salvarlo da una coltellata, ma il chirurgo mette a disposizione il suo talento per curarlo tempestivamente, operandolo con mezzi di fortuna. Gli altri detenuti hanno premiato il suo gesto di altruismo e iniziano a convincersi che lui non sia un assassino.
La stessa Lidia, guardando i risultati dei suoi articoli, inizia a sentirsi in colpa: pensa che forse Giansanti potrebbe essere davvero innocente e che gli indizi da lei descritti fossero realmente delle coincidenze. Dopo essersi riappacificata con Claudia, la moglie di Giansanti, inizia un'indagine opposta, per dimostrare l'innocenza di Giansanti. Ma questa volta Lidia deve lottare contro un'opinione pubblica che ha già condannato Giansanti e quindi poco disposta ad avere ripensamenti; anche il suo direttore preferisce cavalcare l'onda popolare e, non tollerando il ripensamento di Lidia, affida nuovamente la cura del caso Giansanti ad un collega anziano.
Nei giorni successivi avviene un'aggressione nei confronti di una ragazzina da parte di un medico, che ha le stesse caratteristiche di Giansanti: di bell'aspetto, con un'auto di lusso e fisicamente simile. Il medico in questione viene interrogato ma, non essendoci prove schiaccianti contro di lui, viene scagionato, anche se rimane nella lista dei sospettati.
Fortunatamente Olga, la tata dei Giansanti, recupera in una lavanderia, a insaputa di tutti, l'impermeabile di Giansanti, scagionandolo così dalle accuse che pesavano su di lui. Giansanti viene così scarcerato, con tanto di scuse da parte della magistratura. Viene così arrestato il medico sospettato precedentemente.
Nei giorni successivi Claudia si reca in un negozio di abbigliamento di lusso, per regalare al marito un nuovo impermeabile. Al momento del pagamento le viene consegnato un cappello, omaggio per il ventennale del negozio, lo stesso che possiede Sergio da qualche giorno. A Claudia sorge il terribile sospetto che Sergio abbia comprato, dopo l'omicidio, un altro impermeabile in quello stesso negozio. Si reca immediatamente nell'ospedale insieme a Lidia e, incastrando il marito con questa nuova schiacciante prova, riesce ad estorcergli la confessione: è lui l'assassino dell'ultima ragazza uccisa, ma non il serial killer. Giansanti aveva ucciso quella ragazza, malata terminale e con pochi giorni di vita, per prelevarle il tessuto nervoso, indispensabile per operare alcuni bambini altrimenti destinati alla morte in pochi giorni. Giansanti ora non può più difendersi. Il medico non oppone resistenza quando i carabinieri giungono in ospedale per arrestarlo, ma chiede alle forze dell'ordine di lasciargli terminare l'operazione che stava eseguendo, per poter guarire un'ultima volta una bambina malata. Il film si conclude molto amaramente, con il dottor Giansanti che saluta malinconicamente con le manette ai polsi i suoi piccoli pazienti, che lo guardano dalla finestra.

## Riferimenti alla realtà
La fiction è una critica alla cosiddetta gogna mediatica, con cui talvolta i giornalisti influenzano pesantemente l'opinione pubblica nel valutare alcuni elementi che spetterebbero alla magistratura. Nel caso di episodi di cronaca nera, la gogna mediatica tende ad indirizzare i sospetti dei cittadini comuni verso quelli che vengono ritenuti i principali sospettati o indiziati del reato, anche quando non sono ancora state formalizzate accuse nei loro confronti: in questo modo l'opinione pubblica emette una propria e personale sentenza di condanna, prima ancora che il caso finisca in tribunale e venga regolarmente sentenziato.
Questo comportamento, oltre ad essere contrario al principio di presunzione d'innocenza, in molti casi rende le vittime della gogna eternamente colpevoli: anche in caso di assoluzione o in cui venga dimostrata la completa estraneità al fatto, queste persone difficilmente riescono a riprendere una vita normale, facendo molta fatica a scrollarsi da dosso l'infamia derivante da un'accusa di omicidio o pedofilia.
Nella fiction non compaiono elementi direttamente riconducibili a episodi reali, tuttavia in quel periodo la cronaca italiana era ancora molto scossa da alcuni episodi di cronaca nera in cui la stampa si comportò in un modo molto simile a quello mostrato nel telefilm, trattando quelli che erano labili indizi o semplici sospetti come se fossero prove schiaccianti:
- In seguito all'uccisione di Tommaso Onofri vennero più volte deviati i sospetti verso il padre, prima che il vero omicida confessasse.
- A causa di alcuni precedenti penali, Azouz Marzouk venne subito additato come il probabile responsabile della strage di Erba,
- Il processo a Elvo Zornitta, l'ingegnere accusato di essere Unabomber

Nei primi due casi, i personaggi in questione vennero considerati completamente estranei all'accaduto, mentre Zornitta, ufficialmente indagato, venne assolto dall'accusa: tuttavia la pressione mediatica nei suoi confronti durante il periodo delle indagini, misero Zornitta in una condizione di totale isolamento.